# Santa Margarida i els Monjos
Santa Margarida i els Monjos är en kommun i Spanien.   Den ligger i provinsen Província de Barcelona och regionen Katalonien, i den östra delen av landet, 500 km öster om huvudstaden Madrid. Antalet invånare är 7 121. Arean är 17,2 kvadratkilometer. Santa Margarida i els Monjos gränsar till Pacs del Penedès, Vilafranca del Penedès, Olèrdola, Castellet i la Gornal, L'Arboç, Castellví de la Marca och Sant Martí Sarroca. 
Terrängen i Santa Margarida i els Monjos är huvudsakligen platt, men söderut är den kuperad.